# Santuario di Santa Rita da Cascia in San Paolino (Messina)

Il santuario di Santa Rita da Cascia, antica chiesa di San Paolino da Nola, è un luogo di culto di Messina ubicato in via Santa Marta.

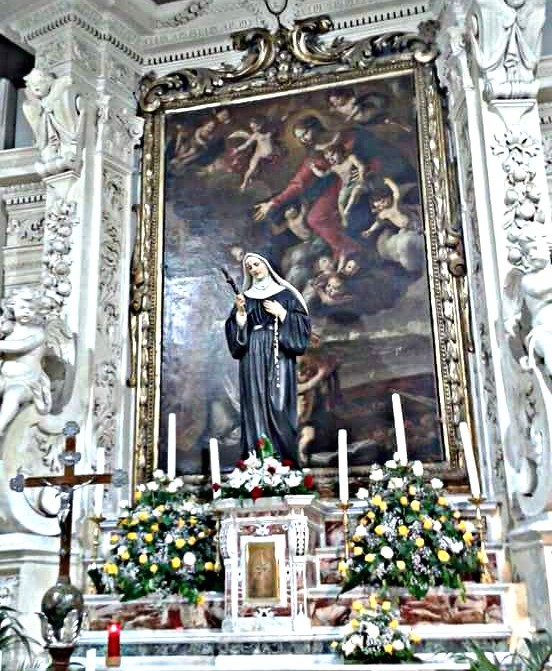
Santuario Santa Rita in San Paolino.

 Appartenente all'arcidiocesi di Messina-Lipari-Santa Lucia del Mela, vicariato di Messina Centro sotto il patrocinio della Madonna della Lettera, arcipretura di Messina.

## La storia dell'edificio

### Epoca antica
Il Santuario di Santa Rita da Cascia in San Paolino, antica sede della Confraternita degli Ortolani, risale agli inizi del 1600. Si legge infatti negli statuti della Congregazione dei “Giardinari Hortulani Insalatari” che la chiesa di San Paolino agli Orticoltori venne “…fondata et fabbricata in questa nobile città di Messina nella Contrata dela Biveratura Vecchia fora li mura dela Porta Imperiale di questa città…a 30 di Augusto Inditione 1600”. Ubicata fuori «Porta Imperiale» all'inizio del torrente di Santa Marta, era nota anche come "chiesa degli Ortolani" o "chiesa di San Paolino agli Orti".

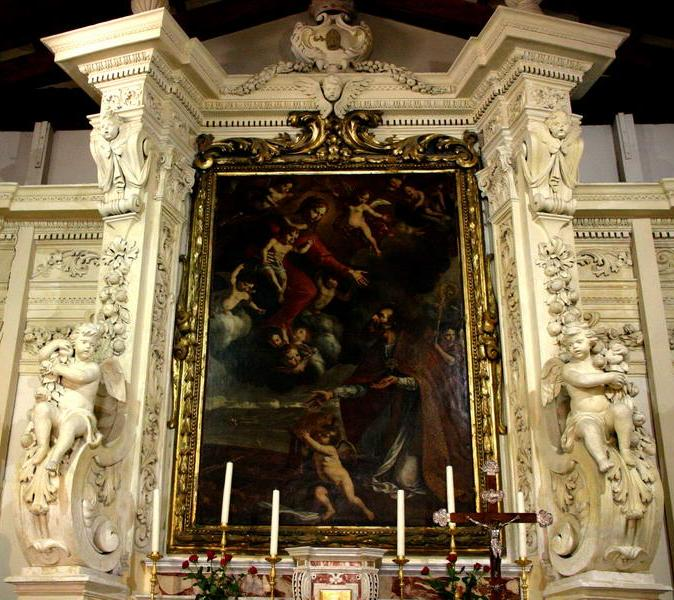
Apparizione della Vergine Maria a San Paolino, altare maggiore.

La costruzione fu probabilmente ultimata nel 1620, quando s'insediarono i religiosi dell'Ordine dei carmelitani scalzi di Santa Teresa su disposizione dell'arcivescovo Andrea Mastrillo fintantoché non ottennero la chiesa della Madonna della Grazia.
Superò senza conseguenze eccessive le distruzioni arrecate in città dal terremoto della Calabria meridionale del 1783 e le devastazioni del terremoto di Messina del 1908:i danni del sisma del 1908 si limitarono al crollo del tetto, compresa la volta affrescata, rovinando inoltre una porzione (presumibilmente quella alta) dei muri laterali, mentre fortunatamente rimasero intatti i quadri e l’apparato decorativo dell’interno.
Il terremoto aveva però distrutto la vicina chiesa di Sant'Agostino, così i devoti di santa Rita che fino ad allora in essa si riunivano furono accolti nella chiesa di san Paolino.

### Epoca contemporanea e intitolazione a Santa Rita
Il tempio fu poi interamente sistemato nel 1918 e restituito al culto quasi integro, fedele alla sua connotazione originaria. Mentre erano sempre più numerosi i devoti della santa di Cascia che facevano riferimento alla chiesa di san Paolino per vivere la loro devozione alla Taumaturga.
Così, il 22 maggio 1925 l'antica chiesa di san Paolino fu solennemente e ufficialmente dedicata a Santa Rita da Cascia ed elevata alla dignità di santuario diocesano.

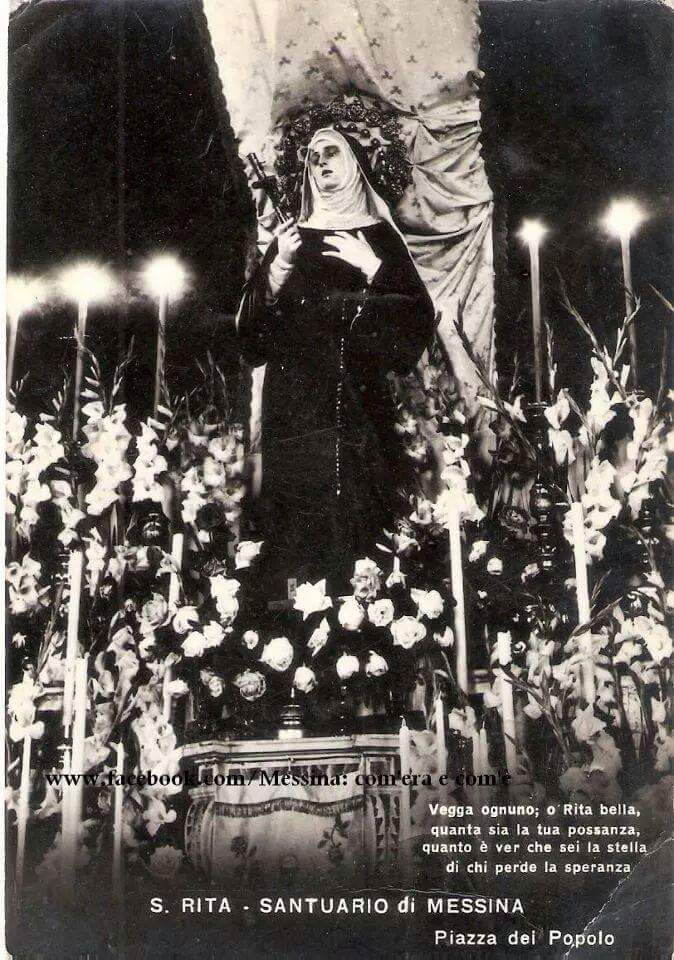
Santino della statua di Santa Rita del 1891.

Nel 1938, a seguito dell’applicazione del piano regolatore del 1911, per consentire l'allargamento della sede stradale fu demolita la parte dell’edificio che insisteva sulla via Santa Marta: vennero così eliminati l’antica facciata e il campanile. Alla demolizione si accompagnava inevitabilmente il distacco, all’interno, di quattro grandi affreschi, due dei quali, S. Eustachio e S. Focà Martire, sono conservati al museo regionale; gli altri due, S. Paolino visitato dagli angeli e il Noli me tangere, ubicati nella parete di fondo, sono andati perduti.

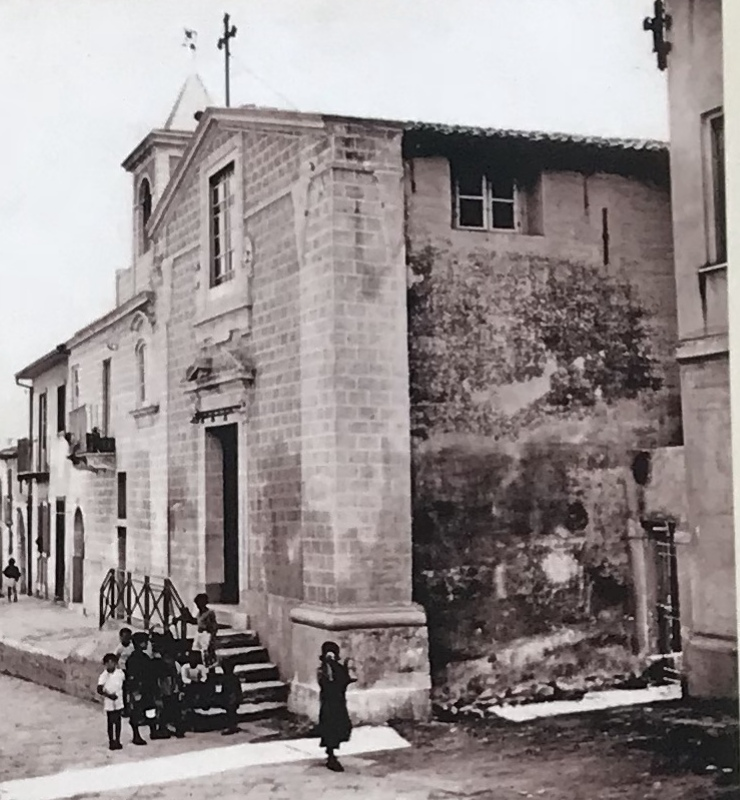
Facciata del Santuario prima del 1938.

L'intervento preservò invece gli altri affreschi di Giovanni Tuccari realizzati nel 1719 e raffiguranti in parte storie della vita di San Paolino.
Attualmente l’edificio presenta una struttura architettonica semplicissima, a forma rettangolare e con due piccole cappelle appena incavate; attraverso una botola – posta nel pavimento in corrispondenza della porta comunicante con la sagrestia – si accede alla cripta voltata a botte.
La facciata attuale sostituisce quella originale demolita nel 1938.

## L'Interno del Santuario
Il santuario contiene al suo interno opere dal grande valore artistico e storico.
Nella navata si trovano:
- l' Altare maggiore: il pregevole manufatto in tarsie marmoree policrome del XVIII secolo è sormontato da una elevazione in stucchi settecenteschi; due pilastri - paraste sfalsati con decorazioni fitoformi e volute a ricciolo con putti delimitano l'edicola sovrastata da un elaborato cornicione con vasi laterali, putto alato, ghirlanda e stemma coronato intermedi; l’impianto, dal forte effetto scenografico, rielabora e rinnova esempi proposti, nella seconda metà del ‘600, dallo scultore fiorentino Innocenzo Mangani e dal napoletano Andrea Gallo; tutto il partito ornamentale è opera di maestranze messinesi che operano all’inizio del XVIII Secolo;
- la grande pala raffigurante la Vergine e San Paolino con sullo sfondo gli orti della Maddalena,[1][2][3][4] dipinto opera di Giovanni Battista Quagliata, commissionatogli nel Seicento dalla Confraternita degli Ortolani, collocata sull'altare maggiore;
- la nuova statua di Santa Rita da Cascia, in legno policromo (XX secolo), collocata nel presbiterio;
- l' Altare del Santissimo Crocifisso; nell'ambiente è presente l'affresco di Giovanni Tuccari raffigurante la Madonna, Maria Maddalena e San Giovanni Evangelista con al centro un pregevole Crocifisso in cartapesta del XVIII secolo;
- il ciclo di affreschi (due entro lunette e due entro formelle sagomate)[1] raffigurante scene di vita di San Paolino con la Supplica di San Paolino e il Santo ortolano e confrati, comprende il Sant'Isidoro Agricola(tutti di Giovanni Tuccari) e i Santi Angeli Custodi(di autore ignoto, databile all’interno del Settecento).

Nella sagrestia si trovano:
- la statua antica di Santa Rita da Cascia, donata da padre Annibale Maria di Francia all' allora chiesa di San Paolino nel 1891 e restaurata nel 2021;
- la statua del Transito di Santa Rita (raffigurante la Santa dormiente nel sonno del Signore);
- la fontanella;
- la statua di San Paolino.

La Chiesa venne all’inizio del Settecento trasformata da un vivace rivestimento a stucco. L’articolata decorazione a fresco, eseguita nel 1719, è concordemente attribuita al pittore messinese Giovanni Tuccari. 
Il fitto tessuto decorativo è formato da cartigli, putti, festoni e girali d’acanto. 
Gli stucchi di San Paolino si impongono all’attenzione perché, nell’effetto fortemente teatrale dell’insieme, testimoniano gli aspetti del tardo barocco locale, che si espresse non tanto attraverso radicali cambiamenti strutturali dell’edificio, bensì proprio negli interni mediante questi espedienti decorativi.
Il quadrone affrescato nella parete sinistra dell’altare maggiore raffigurante un episodio della vita di San Paolino fu interamente rifatto nel 1859 da Letterio Subba, che ha restaurato anche l’altro sulla parete destra.

## Il culto di Santa Rita

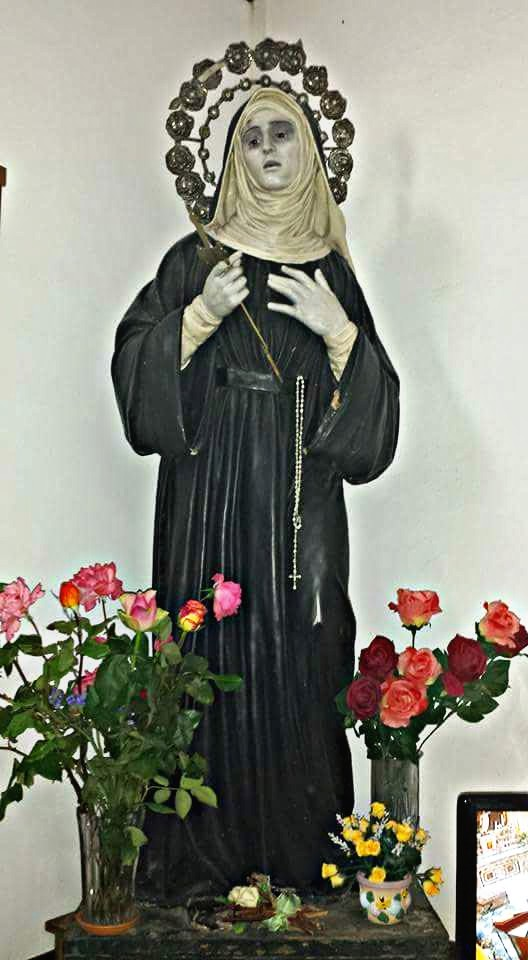
Antica Statua di Santa Rita del 1891,attualmente custodita in Sacrestia (foto precedente al restauro).

La devozione a Santa Rita da Cascia nella chiesa di Messina ha origini antiche. 
Fino al 1908 i devoti della Santa si incontravano nella chiesa di Sant'Agostino.
Successivamente trovarono ospitalità nella chiesa di San Paolino, dove si raccoglievano intorno a un simulacro della santa che era stato donato alla chiesa di degli Ortolani da sant'Annibale Maria di Francia nel 1891. 
Il culto tributato alla santa, avvocata dei casi impossibili, crebbe e si diffuse molto rapidamente, tanto che la chiesa degli Ortolani era ormai più conosciuta a livello popolare come chiesa di Santa Rita.
Il 22 maggio 1925, la chiesa viene intitolata solennemente a Santa Rita da Cascia e viene elevata alla dignità di santuario diocesano. 

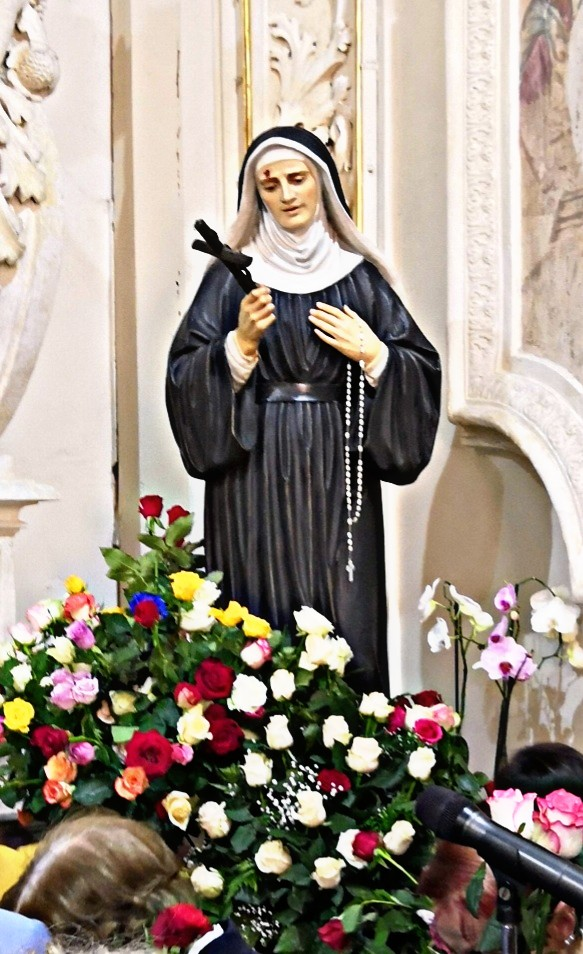
L'attuale simulacro di Santa Rita.

Già allora, ogni anno, una folla di pellegrini giunge al santuario nel giorno della festa per rendere omaggio alla patrona dei casi disperati, al fine di elevare una richiesta particolare, ringraziare per una grazia ricevuta o semplicemente per offrire alla santa della spina e della rosa il tributo della propria devozione.
Intorno alla metà degli anni '80 la venerata statua della Santa donata da Padre Annibale è stata spostata in Sagrestia e sostituita negli usi di culto da un nuovo simulacro in legno (realizzato a immagine dell'antico), custodito durante l'anno nei pressi dell'altare.

## Festa di Santa Rita

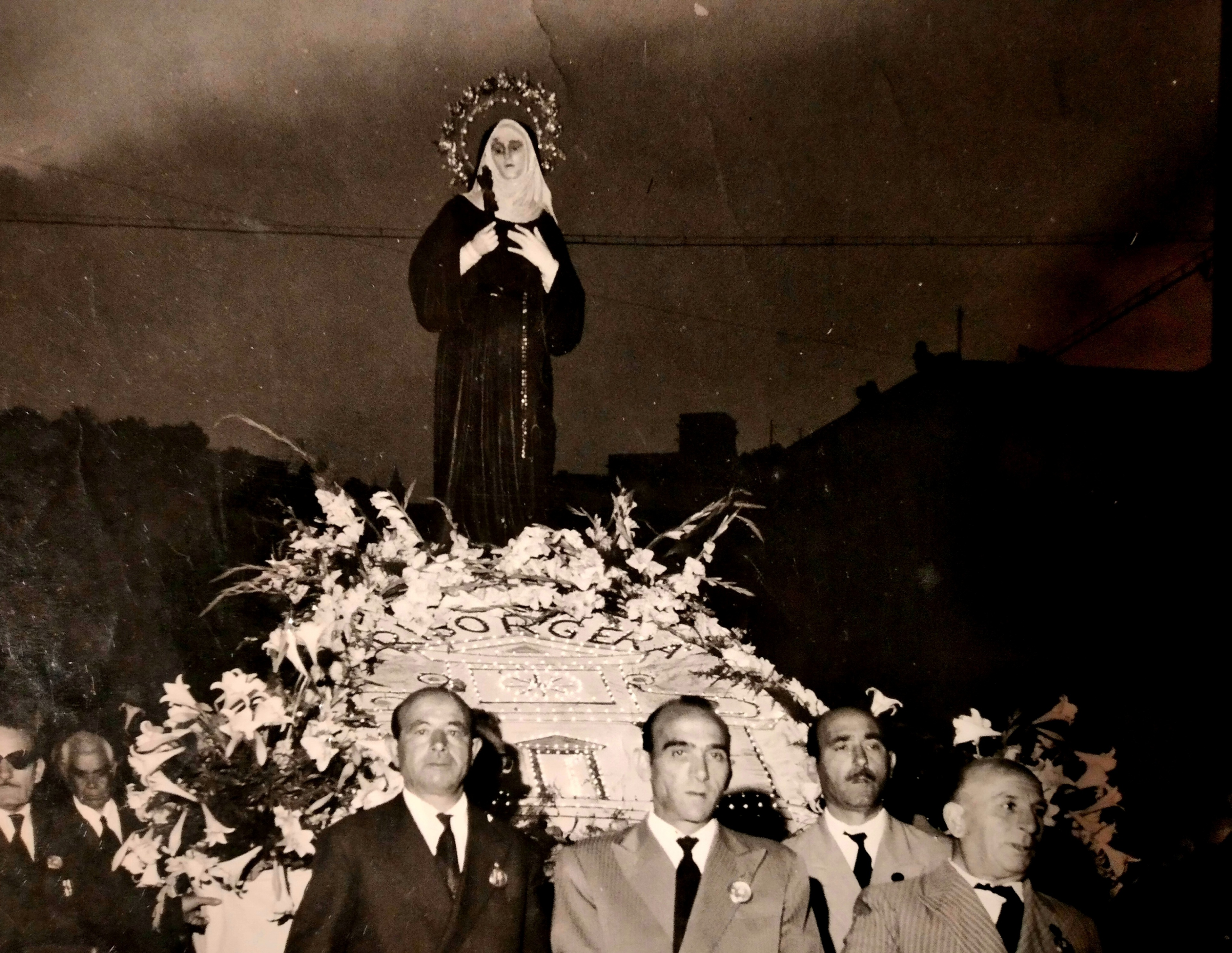
Antica foto della processione di santa Rita, sec XX. Si noti la statua antica.

Il santuario è sede ogni anno dei solenni festeggiamenti in onore di Santa Rita da Cascia, che culminano il 21 maggio con la celebrazione del Beato Transito e il 22 Maggio con le numerose celebrazioni eucaristiche, al termine delle quali vengono benedette le rose.

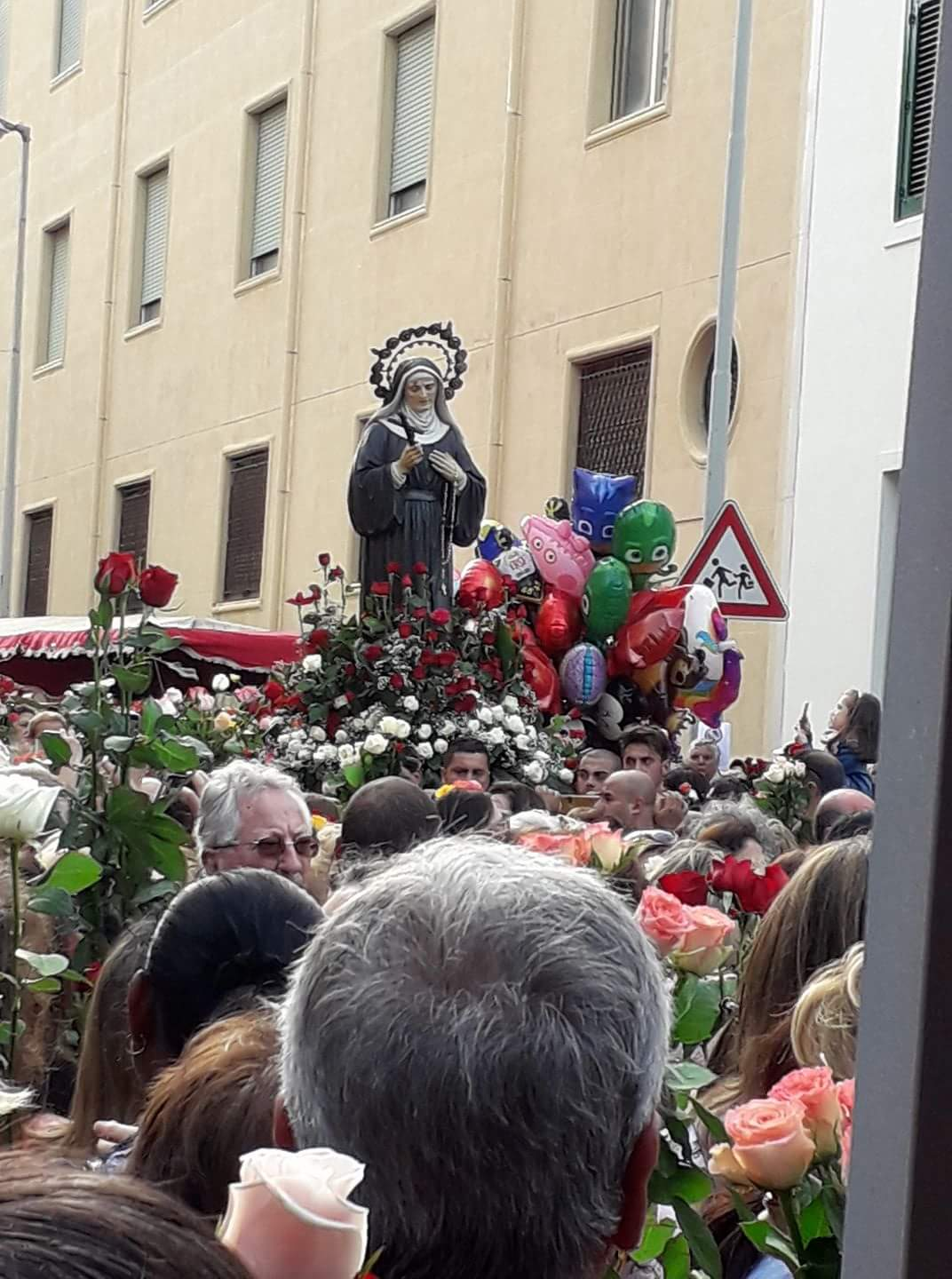
Santa Rita in processione, sec XXI.

Nel pomeriggio, a seguito bella benedizione delle Rose portate dai pellegrini, una imponente processione accompagna il simulacro della santa lungo le vie vicine al suo santuario. Il corteo, costituito dai fedeli che accorrono in massa da tutta la provincia per omaggiare la santa con la loro devozione, percorre solitamente le vie Santa Marta, piazza Lo Sardo, A. Martino, Santa Maria del Selciato, Mamertini, Santa Cecilia, piazza Trombetta, per poi fare ritorno al santuario e concludersi con la solenne benedizione.

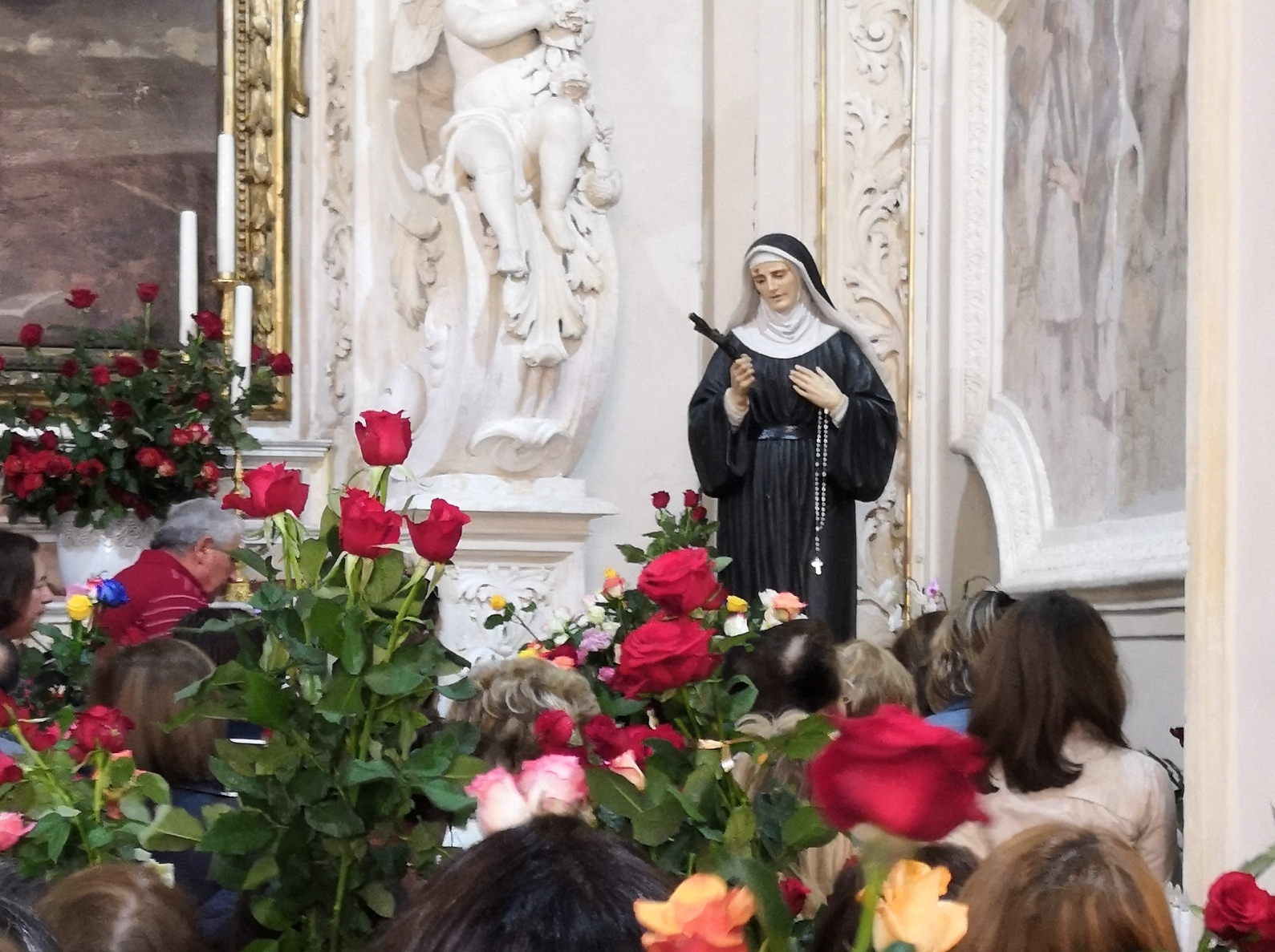

Un evento particolarmente sentito, caro a tutti i messinesi e non solo.

## Galleria d'immagini

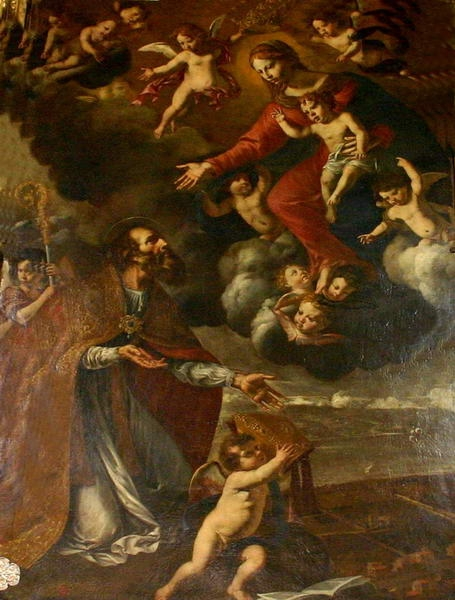
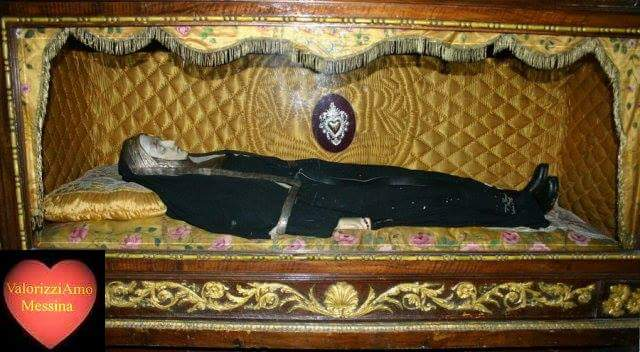
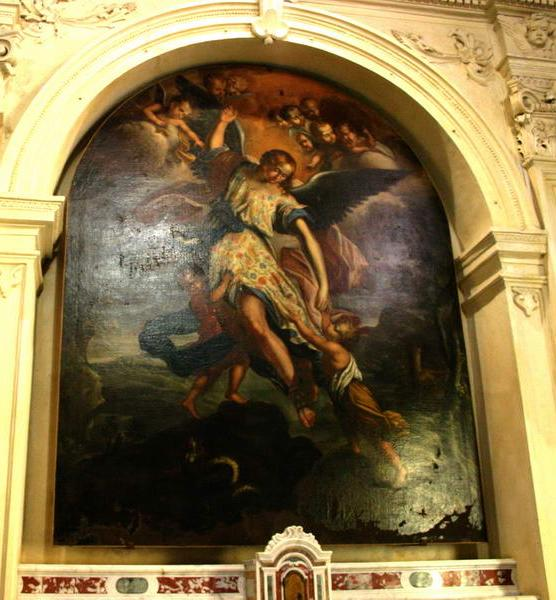
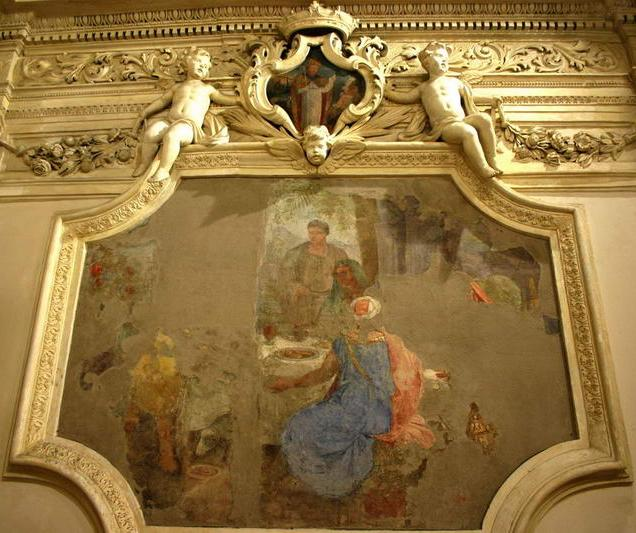
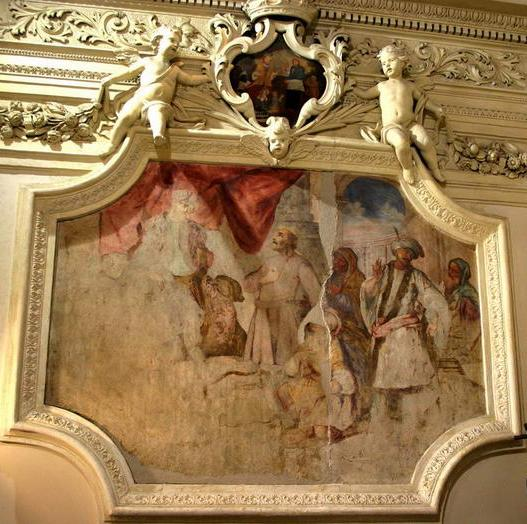
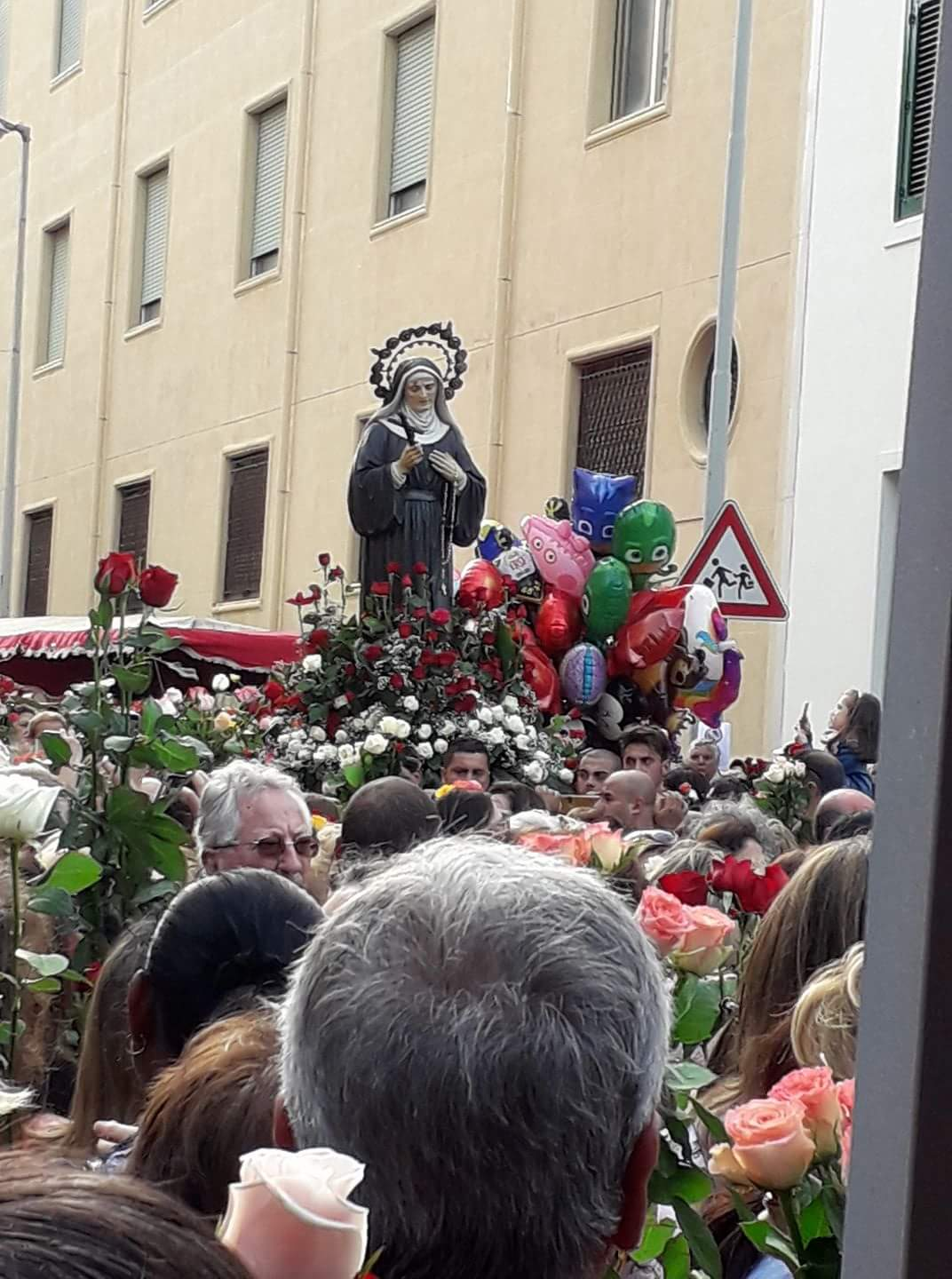

## Luoghi di culto limitrofi
Nelle zone limitrofe all'odierno Santuario sorgeva un gran numero di Chiese ed Oratori antichi, indubbiamente interessanti dal punto di vista storico e artistico, per la maggior parte oggi non più esistenti poiché andati distrutti dai terremoti del 1783 e 1908. Eccoli di seguito elencati. 

### Chiesa della Santissima Trinità
- Chiesa della Santissima Trinità o dei Pellegrini.[5][6][7][8] Era ubicata nella contrada delli «Carrari» dietro la chiesa di San Sebastiano e confinante col monastero di Santa Barbara. Nel 1562 - 1563 la richiesta e la concessione della chiesa della Santissima Trinità di rito greco alla costituita Confraternita della Santissima Trinità osservante la regola dell'Ordine dei frati minori cappuccini di San Francesco d'Assisi per praticare opere di misericordia e di penitenza. Sotto il mandato dell'arcivescovo Giovanni Retana seguì l'aggregazione con l'omonimo sodalizio di Roma, confermato con breve apostolico di Papa Urbano VIII il 13 ottobre 1627.[6] L'istituzione, con uno statuto derivato dalla confraternita romana, prevedeva un oratorio e un ospedale ricavati da strutture cedute dall'adiacente monastero di Santa Barbara.[6]Nel 1729 ci fu trasferito l'oratorio di San Gallo detto anche di «San Giovanni Evangelista» (già Confraternita dei Gentiluomini) delle maestranze dei Medici e Aromatari sotto la protezione di San Cosma e Damiano.[9][10]Il luogo di culto fu gravemente danneggiato durante il terremoto di Messina del 1908 e successivamente sottoposto a demolizione. Ulteriori informazioni sulle opere sono contenute in "Itinerario e opere pittoriche documentate nella Guida per la Sicilia" di Giovanna Power, tra cui:[5][11]Santissima Triade, dipinto del 1577, opera di Deodato Guinaccia; Santa Maria della Luce, data ignota.[10]

- Oratorio dei Pellegrini o della Santissima Trinità[5][2]. Fu sede della Confraternita della Santissima Trinità. Nel 1550, Anno Santo della Redenzione, è avanzata la richiesta di aggregazione con l'omonimo sodalizio romano. Nel 1578 è documentata l'adozione della Regola dell'Arciconfraternita della Santissima Trinità dei Pellegrini di Roma. Nel 1577 alcune costruzioni del sito del monastero di Santa Barbara sono predisposte a ospedale.[7]

### Chiesa di San Bartolomeo
- Chiesa di San Bartolomeo. Fino al 1523 il tempio rivestiva il titolo di chiesa dell'Immacolata Concezione di Maria Santissima ubicata presso uno dei baluardi di città in via Cardines.[12][13] Nel 1591 l'arcivescovo Antonino Lombardo la concesse alla Compagnia dei Conciatori di cuoio sotto il titolo di «San Bartolomeo».[5] caio 106 Il luogo di culto fu gravemente danneggiato durante il terremoto di Messina del 1908 e successivamente sottoposto a demolizione. Sono descritte in "Itinerario e opere pittoriche documentate nella Guida per la Sicilia" di Giovanna Power:[5][11]Immacolata Concezione, opera quattrocentesca della scuola degli Antoni.[14][13]; Martirio di San Bartolomeo, dipinto del XVII secolo, opera di Francesco Comandè.[5][14][13]; Quadro, dipinto del XVII secolo, opera di Mattia Preti.[5];Quadro, dipinto del XVII secolo, opera di Mattia Preti.[5]

### Chiesa della Madonna dell'Indirizzo
- Chiesa della Madonna dell'Indirizzo. Nella via Cardines, a poca distanza della piazza della Giudecca, scavalcato il ponte sul torrente Portalegni, il tempio di Nostra Signora dell'Indirizzo[15] fronteggiava la chiesa della Madonna di Lampedusa. Il luogo di culto fu gravemente danneggiato durante il terremoto di Messina del 1908 e successivamente sottoposto a demolizione. Sono descritte in Itinerario e opere pittoriche documentate nella Guida per la Sicilia di Giovanna Power:[5][11]XVI secolo, Vergine con San Placido e compagni, dipinto, opera di Antonio Catalano il Vecchio o l'Antico;[5][15][13]XVI secolo, Madonna dell'Indirizzo, dipinto, opera di Antonio Catalano il Vecchio o l'Antico;[13] XVII secolo, Ciclo, affreschi della cupola e volta, opere deteriorate di Antonio Bova ;[15][13]?, San Giacomo, dipinto di ignoto.[5][15][13]

### Chiesa della Madonna di Lampedusa
- Chiesa della Madonna di Lampedusa. Ubicata presso «Porta Nuova» o «Porta Laviefuille» era la chiesa delle Maestranze dei facchini loro concessa nel 1650,[16] dirimpetto alla chiesa della Madonna dell'Indirizzo.[15][13] Il luogo di culto fu gravemente danneggiato durante il terremoto di Messina del 1908 e successivamente sottoposto a demolizione. Sono descritte in Itinerario e opere pittoriche documentate nella Guida per la Sicilia di Giovanna Power:[5][11]XVIII secolo, Ciclo, affreschi raffiguranti episodi tratti dal Vecchio e Nuovo Testamento, opere di Giuseppe Paladino;[5][15][13]

### Chiesa del Santissimo Nome di Gesù
- Congregazione sotto il titolo di Gesù e Maria, primitivo sodalizio fondato presso la chiesa di Santa Maria del Dromo nel 1599, rinominata in chiesa del Santissimo Nome di Gesù. Il piccolo tempio sorgeva innanzi alla chiesa di San Domenico, in origine aveva l'ingresso sulla «Strada del Domo» dirimpetto alla chiesa di Sant'Agostino.Altrimenti nota come Santa Maria delli Scolari di rito greco, è documentata in alcuni brevi apostolici di Papa Innocenzo VIII del 1484.[17]Nel 1572 un altro breve apostolico suggella la fondazione della prima Confraternita di Gesù e Maria diretta dall'Ordine dei frati minori osservanti di San Francesco d'Assisi.[17] Vi erano custodite le seguenti opere:?, Madonna del Dromo, opera documentata sull'altare maggiore;[17]?, San Francesco;[17]XVII secolo, Presentazione al Tempio, dipinto, opera di Antonello Riccio;[17]XVII secolo, Pitture, dipinti, opere di Antonello Riccio;[17]XVII secolo, Pitture, dipinti ad olio, opere di Alonso Rodriguez;[17]

### Chiesa di Gesù e Maria della Concezione
- Chiesa di Gesù e Maria della Concezione di Borgo San Giovanni, (1600 - 1908). Tempio edificato nella piazza omonima su licenza dell'arcivescovo Francisco Velardes de la Cuenca, associando i due santissimi nomi. Il tempio, i cui lavori di costruzione principiarono nel 1599, era ubicato dietro le tribune della chiesa di San Giovanni Battista Gerosolomitano.[18]Nel 1689 per la costruzione della Real Cittadella fu demolita la Terza Casa di Probazione sotto il titolo di «San Francesco Saverio» nel quartiere di Terranova, fondata per opera da Francesca d'Aragona, principessa di Roccafiorita, moglie di don Pietro Balsamo nel 1635.[19][20] I Gesuiti presero canonicamente possesso di questa chiesa adiacente al nuovo sito ad essi assegnato ove fondarono il loro Secondo Collegio, con l'obbligo di non mutarne il nome ne di attuare modifiche.[19][20] Custodiva: XVII secolo, Gesù e Maria, dipinto, opera documentata sull'altare maggiore di Gaspare Camarda;[19][20]XVII secolo, Sant'Antonio e San Paolo Eremita, dipinto, opera di Giovanni Quagliata;[19][20]XVII secolo, San Giuseppe, dipinto, opera di Giovanni Quagliata;[19][20]XVII secolo, San Liborio, dipinto, opera di Giovanni Quagliata;[19][20]XVII secolo, Sant'Ignazio, dipinto, opera di Luca Giordano;[19][20]XVII secolo, Ciclo, affreschi, opere di Giovanni Fulco e Giovanni Quagliata;[19][20]XVII secolo, Immacolata Concezione, dipinto, opera di Placido Celi;[21]XVII secolo, Santi Martiri Giapponesi, dipinto su tela, opera di Giovanni van Houbraken;[22]

### Monastero dell'Immacolata Concezione di Maria
- Monastero dell'Immacolata Concezione di Maria delle Vergini Reparate sotto il titolo di «Gesù e Maria». Istituzione dell'Ordine francescano ubicata sul piano di «San Giovanni di Malta».[23][24][25][26] Conteneva:1654, Istituzione fondata come Conservatorio di donne;[21]1747 25 marzo, Eretto canonicamente a monastero di clausura;[21][25]

### Chiesa di Gesù e Maria della Zecca
- Chiesa di Gesù e Maria della Zecca.[19] La primitiva confraternita fu fondata nella chiesa dei Santi Pietro e Paolo dei Pisani di rito greco nella contrada dell'Amalfitania Grande (1612 - 1755), in seguito trasferita presso la chiesa di Gesù e Maria degli Argentieri[21] (1612 - 1783) nella strada degli Orefici e Argentieri della contrada di San Pietro alla Zecca. Conteneva:XVII secolo, Madonna della Grazia.[21]

### Chiesa di Gesù e Maria degli Argentieri
- Chiesa di Gesù e Maria degli Argentieri[21] (1612 - 1783). Si trovava nella strada degli Orefici e Argentieri della contrada di San Pietro alla Zecca.

### Conservatorio delle Verginelle
- Conservatorio delle Verginelle. Istituzione gestita dall'Ordine dei frati minori cappuccini similmente alle Cappuccinelle di Roma, con l'intento di trasformazione in monastero sotto il titolo della «Vergine Santissima della Sacra Lettera». Quest'ultimo progetto sfumato col contagio di peste del 1743.

### Chiesa di Gesù e Maria in San Leone
- Chiesa di Gesù e Maria in San Leone nel borgo di San Leone, (1612 - 1908).[21][27]Conteneva:XVIII secolo, Trasfigurazione e Ciclo, affreschi, opere di Antonio Filocamo e fratelli.[21][27]

### Chiesa di Gesù e Maria delle Trombe
- Chiesa di Gesù e Maria delle Trombe (1626 - 1908)[28][29] in via San Giovanni Bosco, in prossimità della cattedrale archimandritale del Santissimo Salvatore. La confraternita costituita presso la chiesa di Santa Maria la Provvidenza nella contrada di Porta della Legna fu subito trasferita nella chiesa di Gesù e Maria del Selciato (1626 - 1908) fuori la Porta Imperiale nel borgo della Zaera. Il tempio fu ricostruito nel 1918.La chiesa custodisce il Bambinello miracoloso in cera, oggetto di lacrimazione, proveniente dalla distrutta chiesa di San Gioacchino, temporaneamente ospitato nella cattedrale baraccata.Contiene anche:XVIII secolo, Dipinti, dipinti, opere di Giuseppe Paladino.[30][31][32] Fra essi il Sant'Ignazio e il San Filippo Neri;XVIII secolo, Dipinti, dipinti, opere di Giuseppe Crestadoro;[30][31]XVIII secolo, Dipinti, dipinti, opere di Salvatore Monosilio.[31] Fra essi un'Orazione di Gesù nell'orto malridotto, oggi al Museo regionale di Messina;XIX secolo, Pitture, opere di Nicolò Mazzagatti;[28][32]XVII secolo, Immacolata Concezione, dipinto, opera di Agostino Scilla;[29]XVI secolo, Sant'Antonio di Padova, dipinto, opera di Giacomo del Pò;[29]XVIII secolo, Gesù e Maria, dipinto, opera documentata sull'altare maggiore di Filippo Tancredi.[29]Di seguito alcune foto:

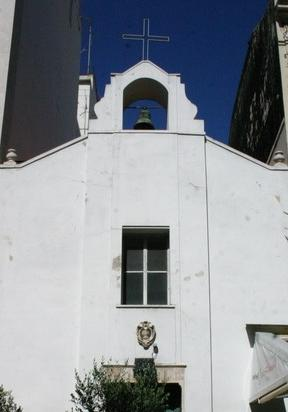
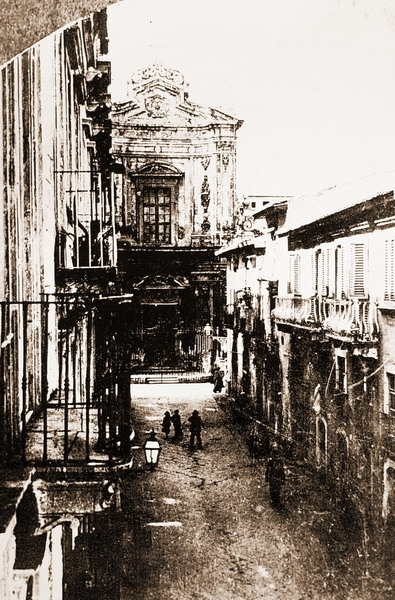
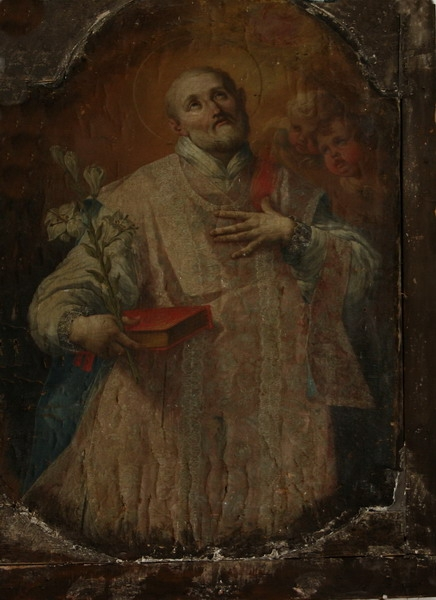
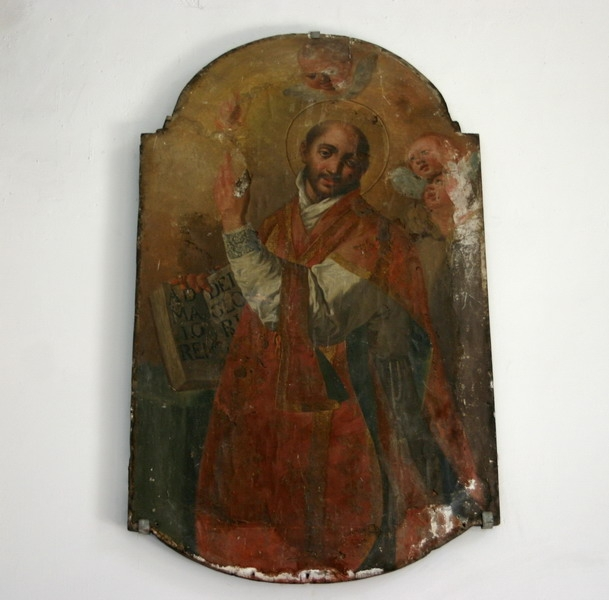
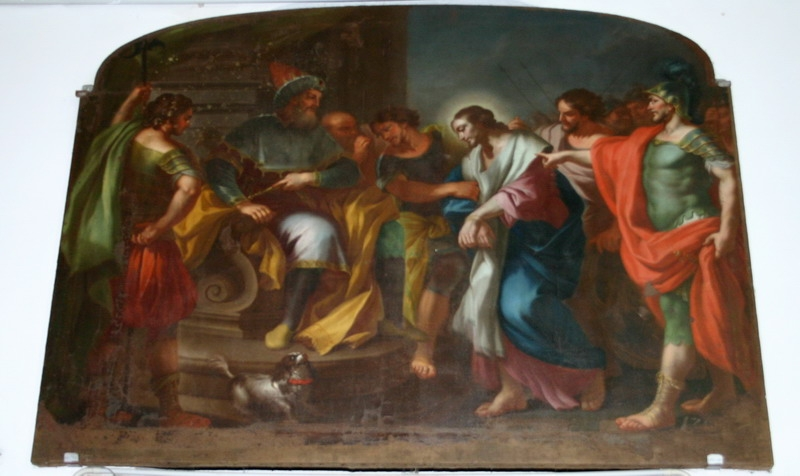
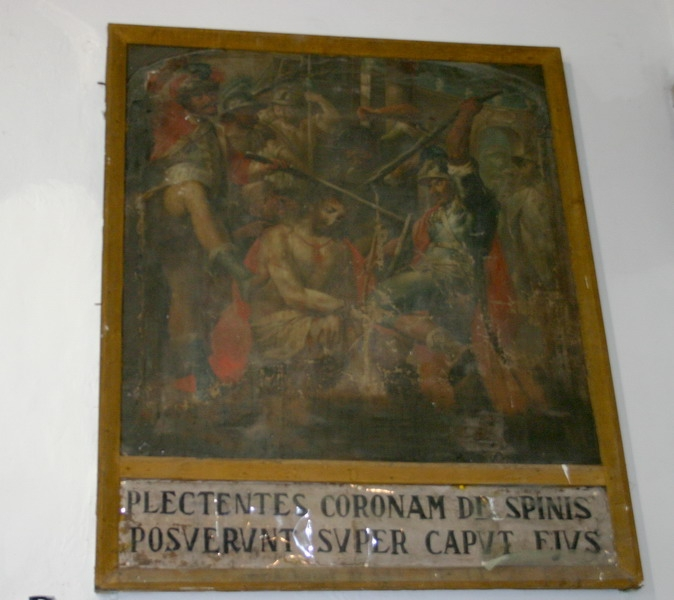
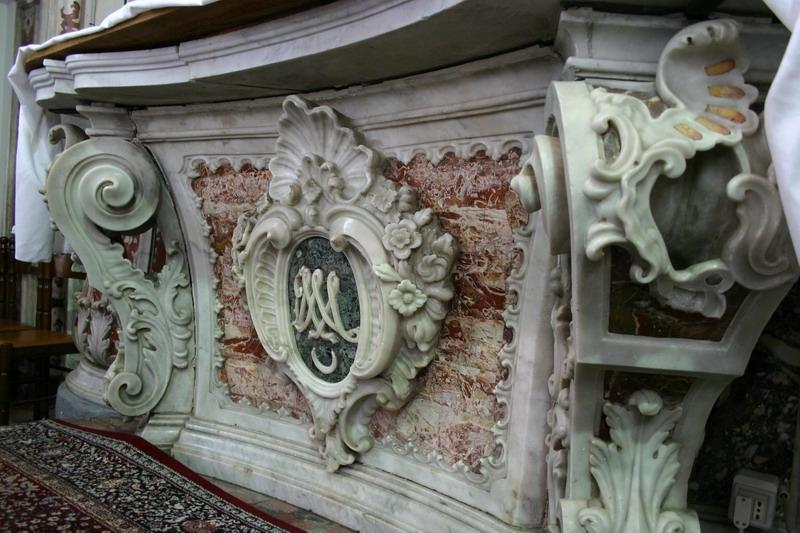

### Chiesa di Gesù e Maria del Selciato
- Chiesa di Gesù e Maria del Selciato (1626 - 1908). Tempio edificato fuori «Porta Imperiale» al «Borgo della Zaera»[29] di modeste dimensioni, voluto per volontà di una famiglia devota al quadro di Gesù e Maria, retaggio di memorie ancora più antiche, legate all'Ordine dei frati minori osservanti di San Francesco d'Assisi. Il nome apposto al titolo Gesù e Maria fu assegnato rispetto al fondo in cui ricadeva, tutto pavimentato a chiappino - trasposto localmente in ciacato -, equivalente a fondo lastricato in pietra ciottolata, ragion per cui la si distingue dagli altri luoghi di culto con lo stesso nome.Distrutta dal terremoto di Messina del 1908 non fu recuperata e ruderi sottoposti a demolizione. Itinerario e opere pittoriche documentate nella Guida per la Sicilia di Giovanna Power.[1][11] Il suo sito, fu scorporato per la realizzazione della strada e per la fabbrica di un edificio che accolse temporaneamente la chiesa parrocchiale di Sant'Antonio Abate.Conteneva:XVII secolo, Sacra Famiglia, dipinto, opera di Giovanni Simone Comandè;[1][33][3][34] XVIII secolo, Vergine e Gesù Cristo, opera di Filippo Tancredi.[1][33][3][4]

### Chiesa di Gesù e Maria di Terranova
- Chiesa di Gesù e Maria di Terranova (1626 - 1783) nella contrada di Terranova.[33][20]

### Chiesa di Gesù e Maria della Vittoria
- Chiesa di Gesù e Maria della Vittoria (1630 - 1783) nel borgo della Buzzetta[33] o Boccetta accanto a Rocca Guelfonia. Luogo di culto ceduto nel 1638 ai Chierici regolari teatini.[33]

### Chiesa di Gesù e Maria del Ringo
- Chiesa di Gesù e Maria del Ringo (1641) nel borgo del Ringo.[33][35] Confraternita costituita presso la chiesa di Santa Maria del Buonviaggio rinominata chiesa di Gesù e Maria del Buonviaggio al Ringo.

### Chiesa di Gesù, Giuseppe, Maria ed i Santi Angeli Custodi
- Chiesa di Gesù, Giuseppe, Maria ed i Santi Angeli Custodi (1728 - 1908) nella contrada dei Sicofanti.[36]La combinazione del titolo è dovuta alla vendita di una primitiva chiesa degli Angeli Custodi.Conteneva:XVIII secolo, Gesù, Giuseppe e Maria, dipinto, opera documentata sull'altare maggiore di Giovanni Tuccari;[37]XVIII secolo, Angelo Custode, dipinto, opera di Giovanni Tuccari;[37]XVIII secolo, Dipinto, dipinto nel cappellone, opera di Giovanni Tuccari;[37]XVIII secolo, Dipinto, dipinto nel cappellone, opera di Giovanni Tuccari.[37]

### Congregazione dello Spirito Santo
- Congregazione dello Spirito Santo.